# Hell Up in Harlem (banda sonora)
Hell Up in Harlem: Original Motion Picture Soundtrack es la banda sonora de la película de 1973 del mismo nombre, protagonizada por Fred Williamson y Gloria Hendry. Fue publicada en enero de 1974 a través del sello discográfico Motown.

## Antecedentes
A finales de agosto, American International Pictures estrenó Slaughter's Big Rip-Off. Cuando James Brown se enteró de que el estudio iba a rodar una secuela de Black Caesar, nuevamente dirigida por Larry Cohen, dijo que también quería hacer esa banda sonora. Hubo complicaciones. Según Cohen, el estudio estaba molesto porque el cantante había enviado un montón de cintas aleatorias para sus dos bandas sonoras anteriores, música que no estaba compuesta para la duración de las escenas. Después de que los directores se vieron atrapados dos veces editando la música para que encajara, dijo Cohen, AIP había prometido que nunca volvería a hacerlo. Cohen comentó que Charles Bobbit le dijo que Brown quería grabar y que tuvo que decirle a Bobbit que el estudio lo consideraba una “persona non grata”. Bobbit no se dio por vencido y dijo: “El hombre acepta un desafío”. Entonces Cohen aceptó tomar una banda sonora según las especificaciones. Cuando llegó la música, Cohen la puso para los productores, quienes le dijeron: “Es el mismo viejo material de James Brown”.
Ellos contrataron a compositores de Motown y al cantante Edwin Starr para componer la banda sonora de la secuela, Hell Up in Harlem. Una historia muy repetida es que Cohen rechazó la partitura de Brown diciéndole a Fred Wesley: “No es lo suficientemente funky, cariño”. El director lo niega. “En primer lugar, no habría sabido lo que eso significaba”, dijo Cohen. “Para que yo le dijera a James Brown de qué se trataba su música, simplemente no era yo. Pero para la gente de AIP, era “lo mismo de siempre de James Brown", así lo expresaron. Les dije que nunca mejorarían con nadie más, y no lo hicieron”. Brown le dijo a Wesley, “trae[me]  la música a casa ahora”. Así que, sin volver a casa, Wesley condujo hasta el aeropuerto y voló de regreso a Augusta, Georgia, donde reunieron la música en un álbum después de agregar pequeñas cosas. El álbum se tituló The Payback y fue un éxito instantáneo. Ni la película ni la banda sonora fueron un éxito como lo fue The Payback para Brown. Aunque había tenido muchos sencillos de oro, The Payback fue el primer álbum certificado de oro de James Brown.

## Recepción de la crítica
Un escritor no especificado de Billboard declaró: “Están esas siniestras progresiones de acordes y sonoras denuncias sociales que normalmente se escuchan en este tipo de películas, pero con mucha más voz y menos relleno instrumental que el que se escucha en algunas bandas sonoras recientes”. Un escritor no especificado de Cash Box escribió: “Una de las verdaderas pruebas de un LP con banda sonora es su capacidad para funcionar por sí solo, y el de Edwin hace precisamente eso. Utilizando todos los recursos a su alcance, ha creado un esfuerzo interesante que se clasifica en la categoría Shaft/Superfly. Con ritmos palpitantes y música ambiental inquietante, Edwin ha creado un ambiente que es atractivo... y peligroso”.

## Lista de canciones
Todas las canciones escritas y compuestas por Freddie Perren, excepto donde esta anotado. 
| Lado uno |                                                                   |          |  |
| N.º      | Título                                                            | Duración |  |
| 1.       | «Ain't It Hell Up in Harlem»                                      | 2:38     |  |
| 2.       | «Easin' In»                                                       | 3:17     |  |
| 3.       | «Big Papa»                                                        | 2:55     |  |
| 4.       | «Love Never Dies (Helen's Love Theme)» (Perren, Christine Yarian) | 3:35     |  |
| 5.       | «Don't It Feel Good to Be Free»                                   | 2:41     |  |

| Lado dos |                                             |          |  |
| N.º      | Título                                      | Duración |  |
| 1.       | «Runnin'» (Fonce Mizell, Perren)            | 2:41     |  |
| 2.       | «Jennifer's Love Theme» (Mizell)            | 3:05     |  |
| 3.       | «Airport Chase» (Mizell, Perren)            | 2:35     |  |
| 4.       | «Mama Should Be Here Too» (Mizell)          | 3:08     |  |
| 5.       | «Like We Used To Do» (Mizell)               | 3:03     |  |
| 6.       | «Ain't It Hell Up in Harlem» (instrumental) | 3:04     |  |

## Créditos y personal
Créditos adaptados desde las notas de álbum de Hell Up in Harlem.
Músicos
- Jerry Peters, Joe Sample, Mike Melvoin – teclados
- Larry Mizell – sintetizador ARP
- Dennis Coffey, Greg Poree, Jay Graydon – guitarra
- Jim Hughart, James Jamerson, Chuck Rainey  – bajo eléctrico
- Ed Greene – batería
- Joe Clayton – conga
- Jack Arnold, Gary Coleman, Sandra Crouch, Gene Estes – percusión

Personal técnico
- Freddie Perren – productor, arreglos
- Fonce Mizell – productor, arreglos
- Art Stewart – ingeniero de audio, mezclas
- Jim Britt – diseño de portada, fotografía

## Posicionamiento
| Gráfica (1974)                           | Pico de posición |
| ---------------------------------------- | ---------------- |
| Estados Unidos (Cash Box Top 100 Albums) | 142              |